# Березино (Тюменская область)
Березино — село в Викуловском районе Тюменской области России. Административный центр Березинского сельского поселения.

## География
Село находится в восточной части Тюменской области, в таёжной зоне, в пределах юго-западной части Западно-Сибирской низменности, на правом берегу реки Ик (приток реки Ишим), на расстоянии примерно 7 км (по прямой) к западу от села Викулово, административного центра района. Абсолютная высота — 68 м над уровнем моря.
Климат
Климат континентальный с суровой холодной зимой. Годовое количество осадков — 417 мм. Средняя температура января составляет −18,9 °C, июля — +18 °C. Продолжительность периода с устойчивым снежным покровом — 161 день.
Часовой пояс
Село Березино, как и вся Тюменская область, находится в часовой зоне МСК+2. Смещение применяемого времени относительно UTC составляет +5:00.

## История
В 1926 году в деревне имелось 73 хозяйства и проживало 358 человек (173 мужчины и 185 женщин). Функционировала школа I ступени. В административном отношении являлась центром Березинского сельсовета Викуловского района Ишимского округа Уральской области.

## Население
| 2010 |
| ---- |
| 285  |

Гендерный состав
По данным Всероссийской переписи населения 2010 года, в гендерной структуре населения мужчины составляли 48,8 %, женщины — соответственно 51,2 %.
Национальный состав
Согласно результатам переписи 2002 года, в национальной структуре населения русские составляли 89 % из 289 чел.

## Улицы
- ул. Колхозная,
- ул. Космонавтов,
- ул. Молодёжная,
- ул. Новая,
- ул. Чапаева[8].